# Thomas Bilney

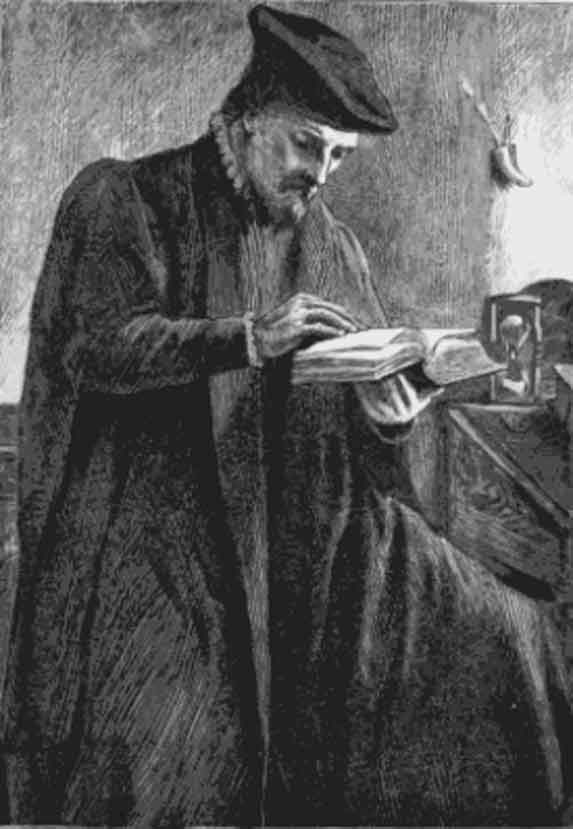
Thomas Bilney

Thomas Bilney (* um 1495 in Norfolk; † 19. August 1531 in Norwich) war ein katholischer Priester, Vorreiter der Reformation in England und Märtyrer des evangelischen Glaubens.

## Leben
Bilney studierte ab etwa 1516 in Cambridge und wurde im Jahr 1519 zum katholischen Priester geweiht. Im Jahr 1520 trat er als Fellow dem Kollegium von Trinity Hall bei. Bilney widmete sich unter dem Eindruck der lateinischen Bibelübersetzung durch Erasmus dem Bibelstudium, das ihm ein neues Verständnis des christlichen Glaubens erschloss. 1 Tim 1,15  befreite ihn von der Angst um sein Seelenheil, wobei er bereits mit lutherischem Gedankengut vertraut gewesen sein dürfte.
Fortan bemühte sich Bilney um eine bibelgemäße Lebensführung, trat im Sinne der lutherischen Rechtfertigungslehre des Sola fide gegen den päpstlichen Ablass und kirchlichen Ämterkauf ein und predigte gegen Heiligen- und Bilderverehrung. In Cambridge schloss er sich einer Gruppe an, die an den Lehren der Reformation interessiert war. Bilney konnte den Bischof von Worcester Hugh Latimer im Jahr 1524 für die Ideen der Reformation gewinnen. 
Am 28. Mai 1527 wurde er in Ipswich, wo er gerade predigte, unter dem Vorwurf der Häresie verhaftet und nach London gebracht. Im Dezember dieses Jahres musste er sich vor dem Erzbischof von York, Thomas Wolsey, und dem Bischof von London, Cuthbert Tunstall, verantworten. Bilney ließ sich von Tunstall überreden, schwor seinen evangelischen Überzeugungen ab und kehrte zum althergebrachten katholischen Glauben zurück. Nach seiner Rückkehr nach Cambridge im Jahr 1529 trieben ihn jedoch schwere Gewissenskonflikte dazu, entgegen einem verhängten Verbot, seine Überzeugungen wieder zu predigen. Bilney wurde erneut verhaftet und durch den Bischof von Norwich, Richard Nykke (1447–1535), zum Tod auf dem Scheiterhaufen verurteilt und in den bischöflichen The Lollards Pit am 19. August 1531 verbrannt.